# Ярцанги
Ярцанги (также Ярцинги) — упразднённое село на территории Надымского района Ямало-Ненецкого автономного округа России. На год упразднения входил в Кутопьюганский сельсовет.

## География
Расположено было на юго-западном (правом) берегу Обской губы (Надымской Оби), в 120 км к северо-западу от райцентра, города Надым (по прямой), и в 18 км к востоку от села Кутопьюган.
В 4 км к северу от Ярцанги находится остров Морей.

## История
Населённый пункт здесь появился в начале XX века и использовался коренными ненцами для проживания и ведения рыболовного промысла, чему благоприятствовало близкое расположение неводного вонзевого песка и подводных салмов. К началу 1960-х годов здесь вырос большой посёлок, численность населения которого превышала 200 человек. В нём размещалась администрация колхоза имени Молотова, были магазин, пекарня, мерзлотник, медицинский пункт, клуб. В начале 1960-х годов с объединением колхозов в совхоз и организацией в Кутопьюгане рыбоучастка, закреплённого за Пуйковским рыбозаводом, посёлок перестал застраиваться, стал постепенно угасать, превращаясь в небольшое село, жители которого особенно активно после 1980-х годов стали переселяться в Кутопьюган.
В 2006 году село Ярцанги было упразднено в связи с прекращением существования этого населённого пункта.

## Население
| 1989 | 2002 |
| ---- | ---- |
| 163  | ↘48  |

По данным переписи населения 1989 года в селе проживали 163 человека, по данным переписи 2002 года — 48 человек, из которых 100 % — ненцы.